# Ибусэ, Масудзи
Масудзи Ибусэ (яп. 井伏 鱒二 Ибусэ Масудзи, 15 февраля 1898, Камо — 10 июля 1993, Токио) — японский писатель
. Лауреат премий Наоки (1937) и «Ёмиури» (1950 и 1971), премии Японской академии искусств (1954), премии Номы (1966) и императорского «Ордена Культуры» (1966). Почётный гражданин Фукуямы и Токио.
Родился в семье землевладельца в городе Фукуяма префектуры Хиросима. В возрасте 19 лет поступил в токийский Университет Васэда. Первоначальная заинтересованность поэзией и живописью постепенно эволюционировала у молодого Ибусэ, как и у многих других японских литераторов того времени, в специализацию на французской литературе. Во время учёбы подвергся сексуальным домогательствам со стороны своего преподавателя-гомосексуала, критика Нобуру Катагами, в результате чего был вынужден досрочно покинуть университет.
Начал печататься в начале 1920-х годов. Работы Ибусэ получили признание к концу десятилетия после целого ряда благосклонных рецензий, написанных ведущими литературными критиками Японии того времени. Работы раннего периода — это интеллектуальные фантазии-притчи, характеризующиеся использованием аллегорий животных, элементами исторического романа и описанием сельской жизни.
Был призван на военную службу во время Тихоокеанской войны и направлен в оккупированный Японией Сингапур, где Ибусэ принимал участие в редактировании выходившей на японском языке газеты.
Мировая известность пришла к писателю в 1966 году после публикации романа «Чёрный дождь», в котором в виде дневников нескольких персонажей рассказывается с интроспективной точки зрения история атомной бомбардировки Хиросимы и её последствий на судьбу молодой женщины, медленно разрушаемой лучевой болезнью. «Чёрный дождь» был удостоен премии Номы и императорского «Ордена Культуры». Роман был экранизирован в 1989 году режиссёром Сёхэем Имамурой.
На русский язык переведены роман «Чёрный дождь» и несколько рассказов писателя.

## Книги
- М. Ибусэ. Чёрный дождь. — М.: Художественная литература, 1985. — 574 p.